# Arioneștii Vechi, Prahova
Arioneștii Vechi este o localitate componentă a orașului Urlați din județul Prahova, Muntenia, România.
Așezarea este atestată documentar în anul 1847.
În 1831,satul Arioneștii Vechi făcea parte din comuna urbană Urlați, plasa Tohani, județul Saac și avea 53 de gospodării.